# 大胸鱂
大胸鱂為輻鰭魚綱鯉齒目鯉齒亞目鯉齒鱂科的其中一種，分布於北美洲美國內華達州Ash Meadows流域，體長可達4公分，棲息在中底層水域，可作為觀賞魚。

## 擴展閱讀
維基物種上的相關：大胸鱂